# Euryopis weesei
Euryopis weesei là một loài nhện trong họ Theridiidae.
Loài này thuộc chi Euryopis. Euryopis weesei được Herbert Walter Levi miêu tả năm 1963.